# ستيفان كرايغان
ستيفان كرايغان (بالإنجليزية: Stephen Craigan)‏ (29 أكتوبر 1976 في المملكة المتحدة - ) هو مدرب كرة قدم ولاعب كرة قدم بريطاني في مركز الدفاع. شارك مع منتخب إيرلندا الشمالية لكرة القدم من الدرجة الثانية ‏ ومنتخب أيرلندا الشمالية لكرة القدم. أما مع النوادي، فقد لعب مع نادي ماذرويل ونادي بارتيك ثيسل.

## مسيرته الكروية
لعب ستيفان كرايغان خلال مسيرته الاحترافية مع 3 أندية في ثمانية عشر موسمًا وسجل خلالها 6 أهداف ضمن 428 مباراة. ولم يفز بأي موسم بالكأس أو بالدوري.
خاض ستيفان كرايغان مسيرته مع نادي بانغور في موسم 1994–95 لمدة موسم واحد، لم يشارك في أي مباراة ولم يسجل أي هدف. ثم انتقل إلى نادي ماذرويل في موسم 1995–96 في المرة الأولى ليلعب معه خمسة مواسم ثم في موسم 2003–04 ليلعب معه تسعة مواسم، حيث شارك طوالها في 321 مباراة سجل خلالها 5 أهداف. لينتقل بعدها إلى نادي بارتيك ثيسل في موسم 2000–01 واستمر معه طيلة ثلاثة مواسم، مشاركًا في 107 مباراة سجل خلالها هدفا وحيدًا.

## وصلات خارجية
- ستيفان كرايغان على موقع الاتحاد الدولي (مؤرشف)  (الإنجليزية)
- ستيفان كرايغان على موقع قاعدة بيانات كرة القدم.إي يو (الإنجليزية)
- ستيفان كرايغان على موقع ناشيونال فوتبول تيمز (الإنجليزية)
- ستيفان كرايغان على موقع Soccerbase.com (لاعب) (الإنجليزية)